# سیگوئینووسه (زیمتنگا)
سیگوئینووسه شهری در شهرستان زیمتنگا در استان بام در بورکینافاسوی شمالی است و جمعیت آن ۴۶۸ نفر است.